# Ledothamnus guyanensis
Ledothamnus guyanensis är en ljungväxtart som beskrevs av Meissn. Ledothamnus guyanensis ingår i släktet Ledothamnus och familjen ljungväxter. Inga underarter finns listade i Catalogue of Life.